# Library of America

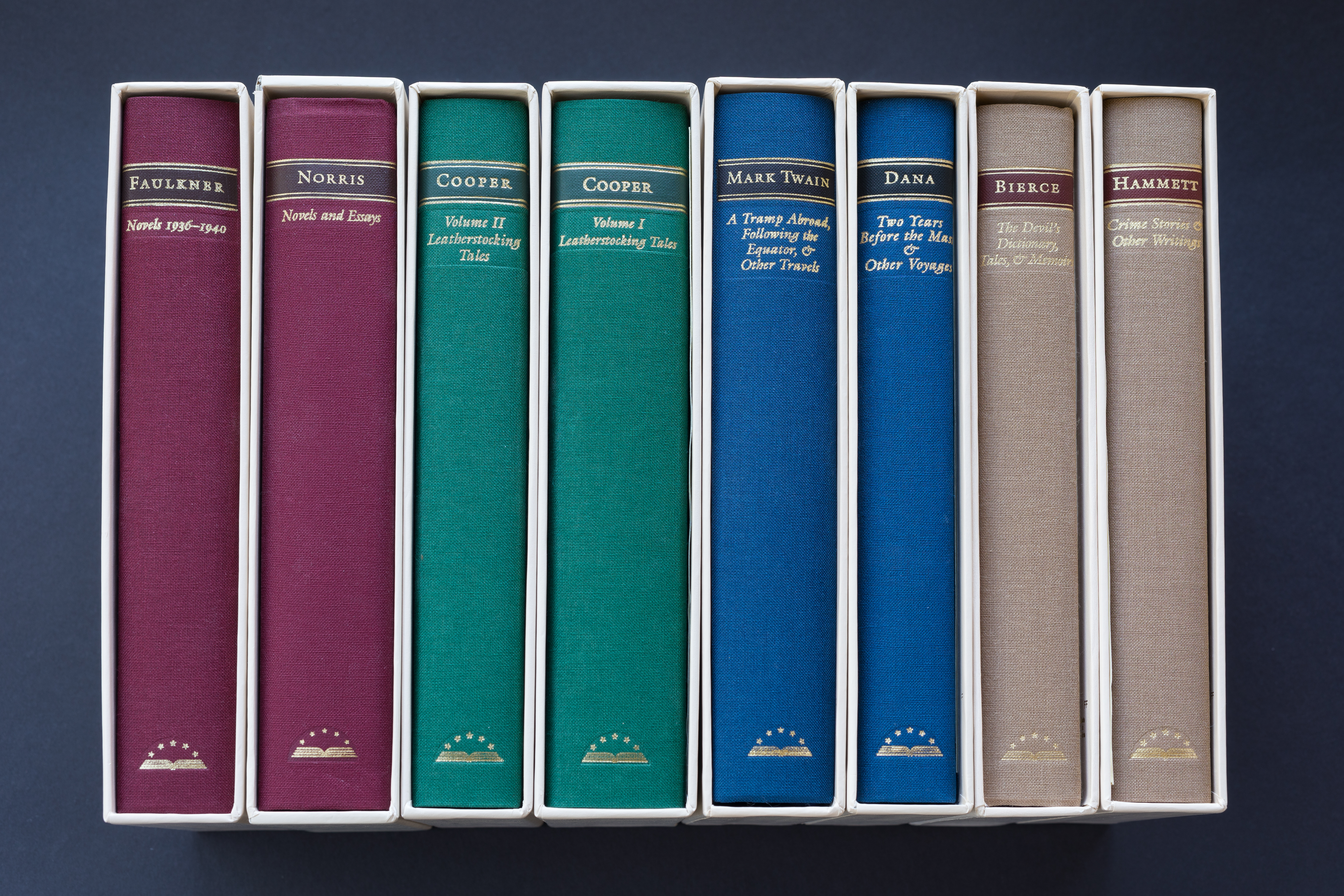
Die charakteristischen Buchrücken der Reihe Library of America

Library of America (LOA) ist der Name einer von dem gleichnamigen gemeinnützigen Verlagshaus herausgegebenen Buchreihe, die Klassiker der amerikanischen Literatur in hochwertigen und zugleich bezahlbaren Ausgaben für die breite Öffentlichkeit verfügbar macht. Die Library of America ist das Äquivalent zur französischen Bibliothèque de la Pléiade und umfasst seit ihrer Gründung im Jahr 1982 mehr als dreihundert Bände.

## Geschichte
Unterstützt durch Geldmittel aus dem National Endowment for the Humanities und der privaten Ford Foundation in Höhe von 1,8 Millionen Dollar wurde die Library of America 1979 aus der Taufe gehoben. Die Idee einer Sammlung von Klassikern der amerikanischen Literatur ging von dem Schriftsteller und Literaturkritiker Edmund Wilson aus, der seit den frühen 1960er Jahren von einem amerikanischen Äquivalent zur französischen Bibliothèque de la Pléiade geträumt hatte, jedoch noch vor der Gründung der Library of America starb. Im Frühjahr 1982 und damit genau zehn Jahre nach Wilsons Tod wurden mit Werken von Herman Melville, Nathaniel Hawthorne, Walt Whitman und Harriet Beecher Stowe die ersten vier Bände der Buchreihe veröffentlicht. Seither sind mehr als 300 Bände erschienen, wobei die eigentliche Library-of-America-Buchreihe über die Jahrzehnte noch durch eine Reihe von Anthologien zu speziellen Themen ergänzt wurde. Zum 30. Geburtstag der Buchreihe wies der amerikanische Literaturwissenschaftler Michael Gorra auf den Umstand hin, dass die Leistung der Library of America nicht allein darin bestehe, Klassiker der amerikanischen Literatur in sorgfältig edierten Ausgaben verfügbar gemacht zu haben, sondern auch darin, das Bild klassischer amerikanischer Literatur selbst geschärft zu haben.

## Beschreibung der Bände
Die Bände der Library of America umfassen zwischen 700 und 1600 Seiten und sind auf säurefreiem Dünndruckpapier gedruckt. Der feste Einband ist im Format 13 × 20,5 cm ausgeführt, wobei der Buchblock mittels einer stabilen Fadenheftung nach Art des „Smyth Sewing“ mit der Buchdecke verbunden ist. Die Buchdecken bestehen aus Kunstseide in den Farben dunkelgrün, dunkelrot, dunkelblau oder hellbraun und sind mit dem Nachnamen des Autors, dem Titel und dem Signet der Library of America in Goldprägung versehen. Jeder Band enthält ein Lesebändchen in der Farbe der Buchdecke und wird in einem stabilen, crèmefarbenen Schuber ausgeliefert.